# يكة نيومكسيكية
يكة نيومكسيكية (الاسم العلمي: Yucca neomexicana) هي نوع من النباتات تتبع جنس اليكة من الفصيلة الهليونية.